# لو لاندورون
شهر لو لاندورون  در بخش نوشتل در ایالت نوشتل در کشور سوئیس واقع شده‌است که ۴٬۳۰۰ نفر  جمعیت دارد.

## نگارخانه

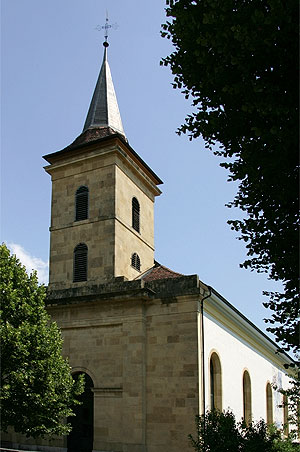
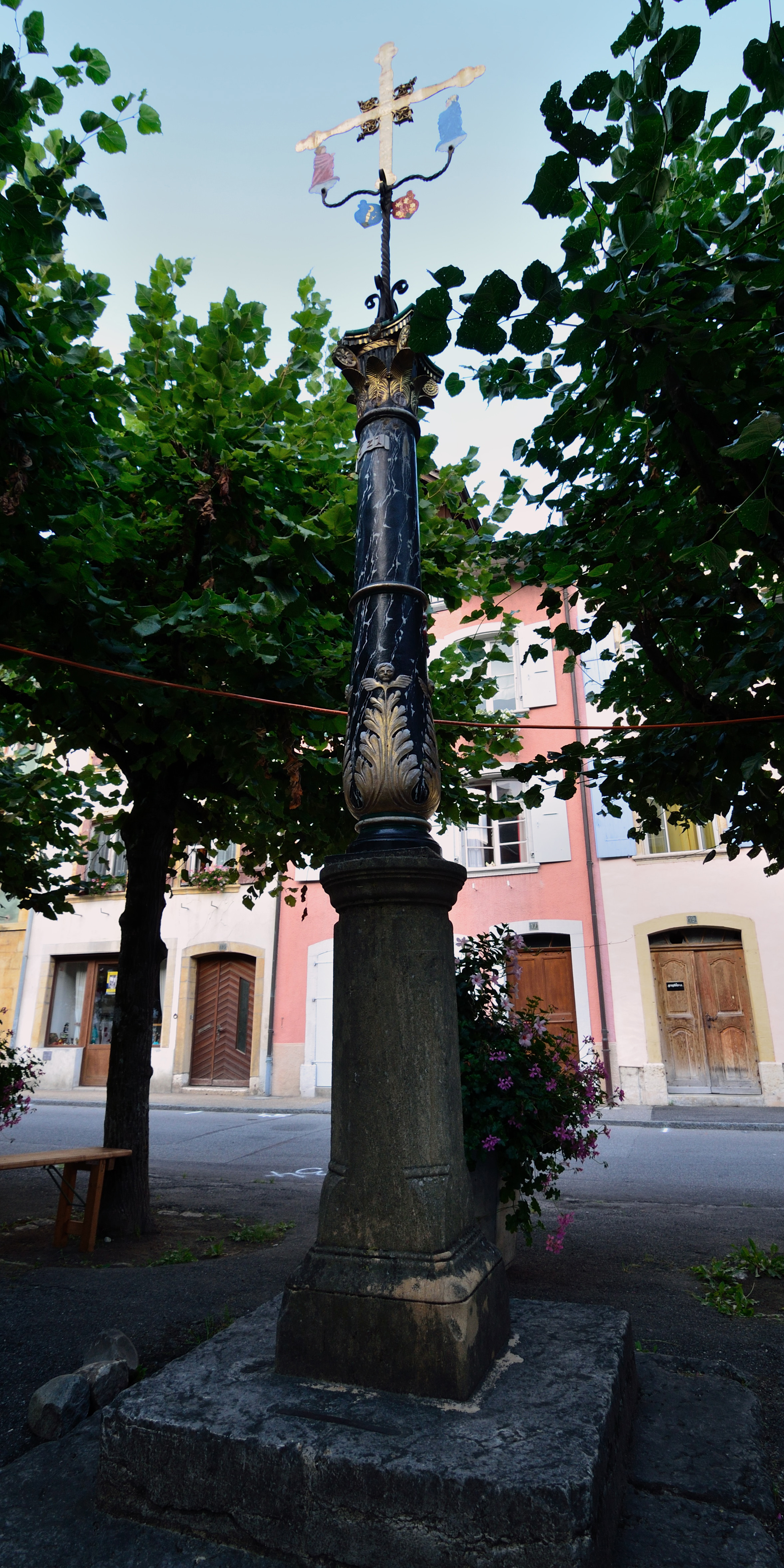
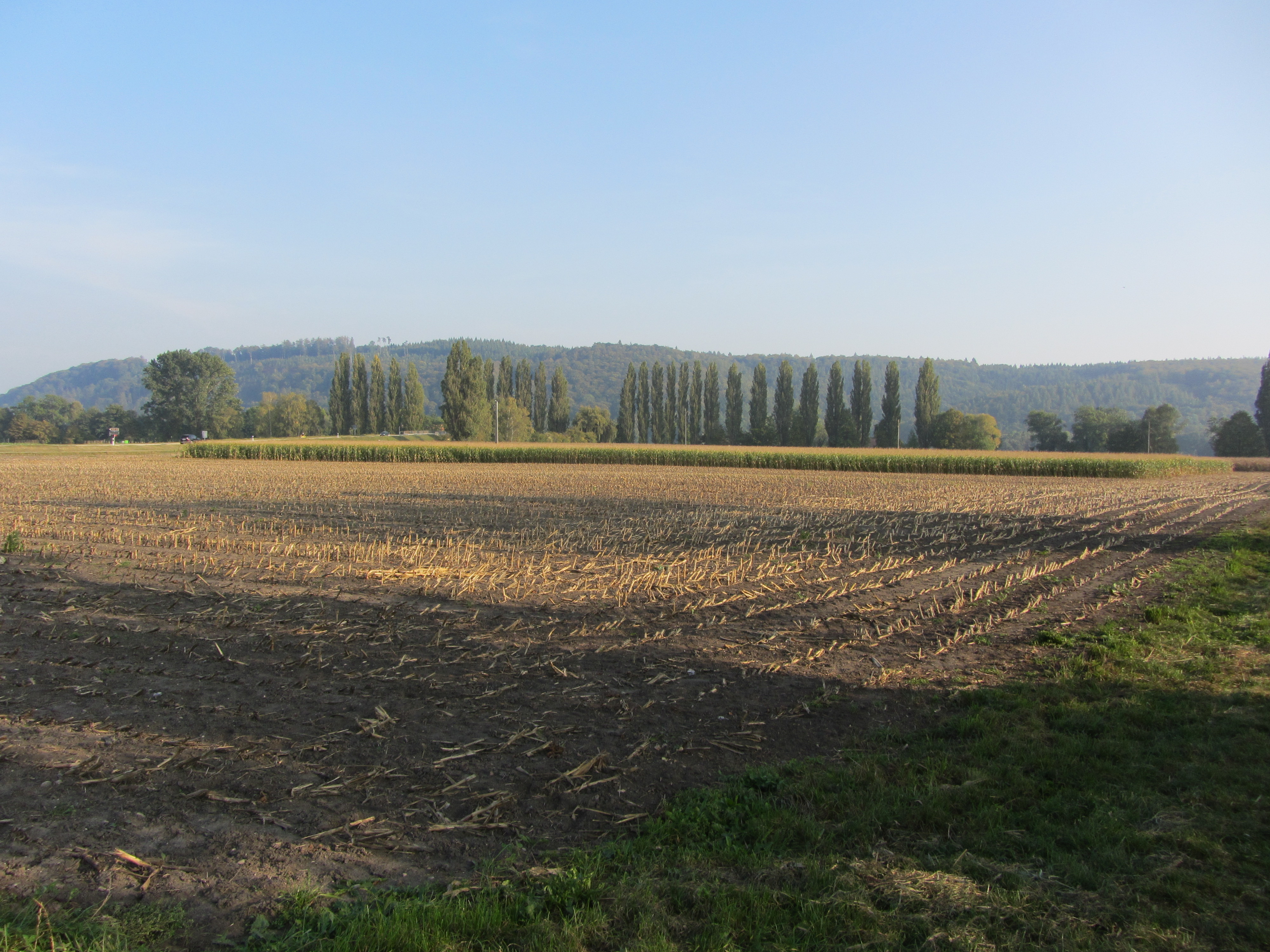
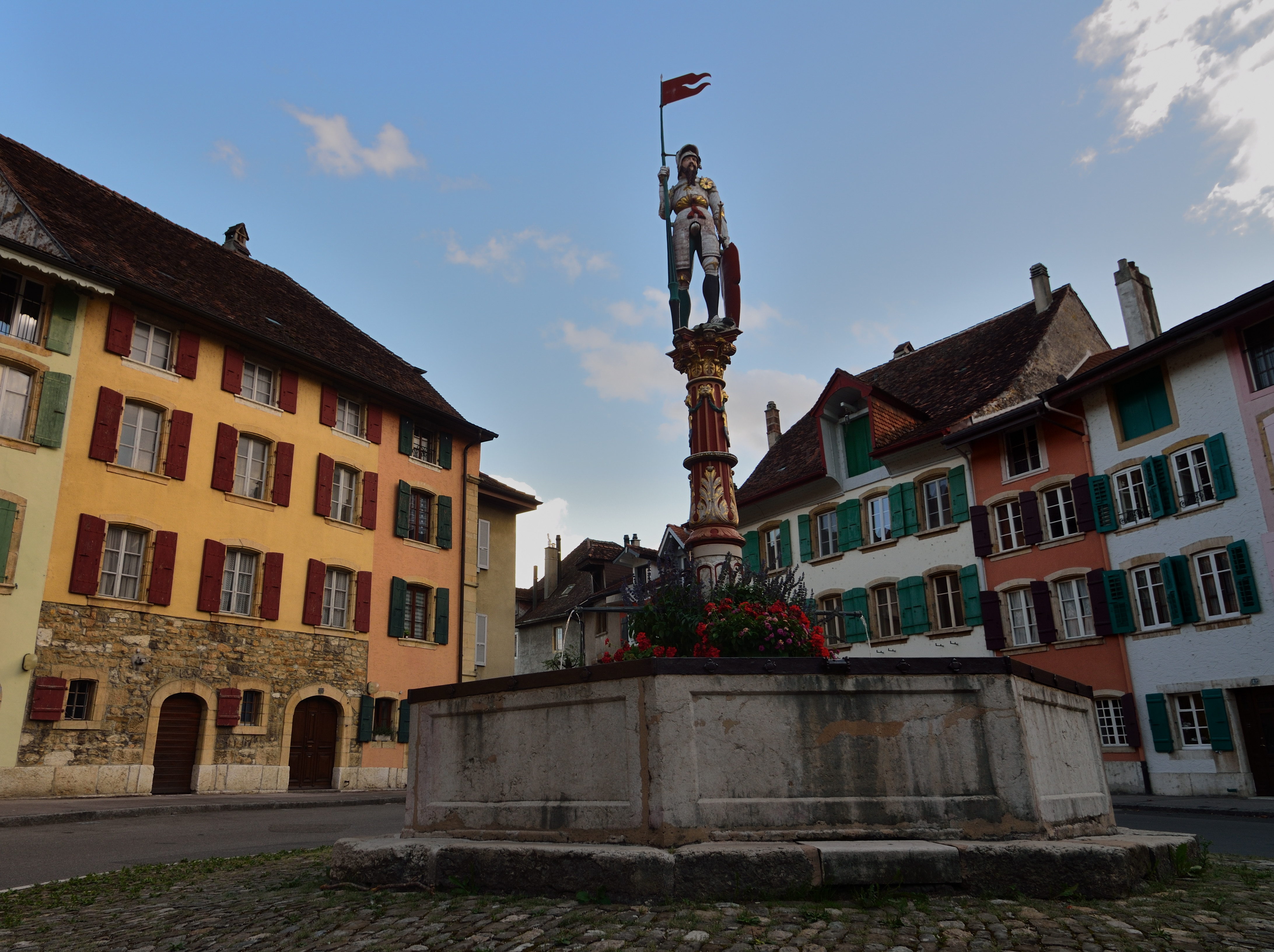
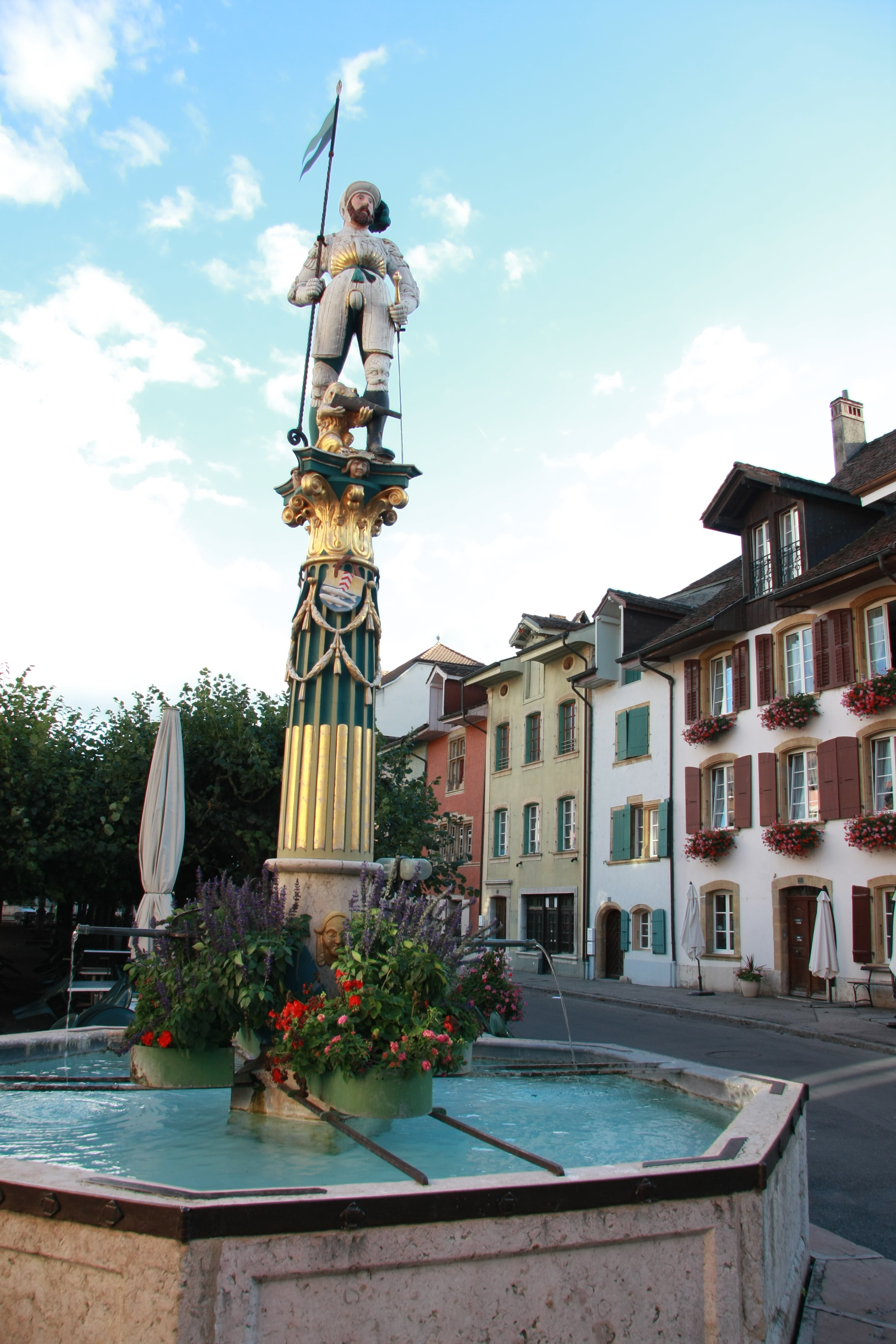
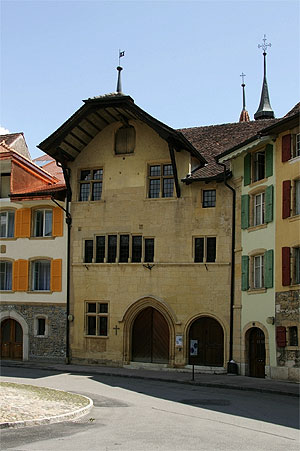